# Hülegü de Lahore
Hülegü (Hulegu o Hulagu) fou un noble mongol que es va posar al servei de Muhàmmad Xah II Tughluk (1325-1351) quan aquest va contractar diversos nobles estrangers per conquerir Pèrsia i Transoxiana.
Als pocs anys el ressentiment contra la política de Muhàmmad Xah era bastant general. El 1335 Djalal al-Din Ahsan es va revoltar a Madura i es va proclamar independent. Quan Muhàmmad va sortir cap a sud per reprimir aquesta revolta, Hulegu va matar el governador de Lahore, Tatar Khan, i va assolir el poder al Panjab (1335); va designar com a ministre a Gul Chandra, un kokhar, i es va proclamar independent. La revolta va tenir un important suport entre els nobles.
Quan els fets es van saber a Delhi, el wazir Khwadja Djahan, que no havia anat al sud, va avançar des de Delhi cap a Lahore amb un exèrcit i va sufocar la revolta vers 1336. Es van comptar 300 vídues de nobles enviades presoneres a Gwalior. La sort d'Hülegü és desconeguda però segurament va morir.